# La Vernarède
La Vernarède est une commune française située dans le nord du département du Gard en région Occitanie.
Exposée à un climat méditerranéen, elle est drainée par le ruisseau de Broussous. Incluse dans les Cévennes, la commune possède un patrimoine naturel remarquable : un site Natura 2000 (les « hautes vallées de la Cèze et du Luech »)
La Vernarède est une commune rurale qui compte 357 habitants en 2022, après avoir connu un pic de population de 3 894 habitants en 1876.  Elle fait partie de l'aire d'attraction d'Alès. Ses habitants sont appelés les Vernarédois ou  Vernarédoises.

## Géographie

### Climat
Pour des articles plus généraux, voir Climat de l'Occitanie et Climat du Gard.
En 2010, le climat de la commune est de type climat méditerranéen franc, selon une étude s'appuyant sur une série de données couvrant la période 1971-2000. En 2020, Météo-France publie une typologie des climats de la France métropolitaine dans laquelle la commune est exposée à un climat de montagne ou de marges de montagne et est dans la région climatique Provence, Languedoc-Roussillon, caractérisée par une pluviométrie faible en été, un très bon ensoleillement (2 600 h/an), un été chaud (21,5 °C), un air très sec en été, sec en toutes saisons, des vents forts (fréquence de 40 à 50 % de vents > 5 m/s) et peu de brouillards.
Pour la période 1971-2000, la température annuelle moyenne est de 12,2 °C, avec une amplitude thermique annuelle de 17 °C. Le cumul annuel moyen de précipitations est de 1 302 mm, avec 8,1 jours de précipitations en janvier et 4,1 jours en juillet. Pour la période 1991-2020, la température moyenne annuelle observée sur la station météorologique la plus proche, située sur la commune de Génolhac à 8 km à vol d'oiseau, est de 13,2 °C et le cumul annuel moyen de précipitations est de 1 692,5 mm,. Pour l'avenir, les paramètres climatiques de la commune estimés pour 2050 selon différents scénarios d'émission de gaz à effet de serre sont consultables sur un site dédié publié par Météo-France en novembre 2022.

### Milieux naturels et biodiversité

#### Espaces protégés
La protection réglementaire est le mode d’intervention le plus fort pour préserver des espaces naturels remarquables et leur biodiversité associée,.
La commune fait partie de la zone de transition des Cévennes, un territoire d'une superficie de 116 032 ha reconnu réserve de biosphère par l'UNESCO en 1985 pour la mosaïque de milieux naturels qui la composent et qui abritent une biodiversité exceptionnelle, avec 2 400 espèces animales, 2 300 espèces de plantes à fleurs et de fougères, auxquelles s’ajoutent d’innombrables mousses, lichens, champignons,.

#### Réseau Natura 2000

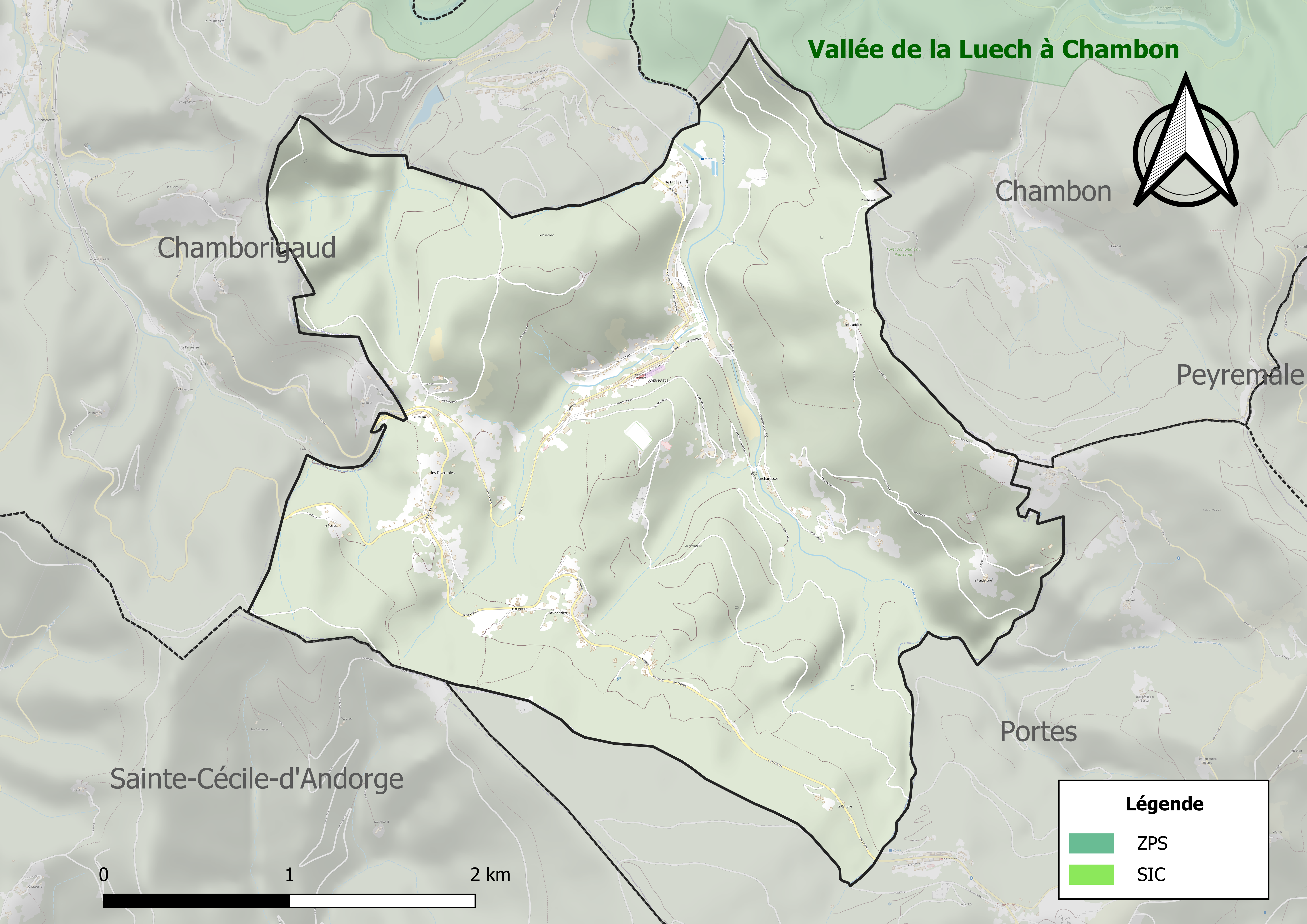
Site Natura 2000 sur le territoire communal.

Le réseau Natura 2000 est un réseau écologique européen de sites naturels d'intérêt écologique élaboré à partir des directives habitats et oiseaux, constitué de zones spéciales de conservation (ZSC) et de zones de protection spéciale (ZPS).
Un site Natura 2000 a été défini sur la commune au titre de la directive habitats : les « hautes vallées de la Cèze et du Luech », d'une superficie de 12 680 ha, correspondant à la partie amont du bassin versant de la Cèze. Elles présentent un patrimoine naturel remarquable, avec quatre espèces piscicoles : l'écrevisse à pattes blanches, le castor, la loutre et le barbeau méridional et cinq habitats d'intérêt communautaire d'origine.

## Urbanisme

### Typologie
Au 1er janvier 2024, La Vernarède est catégorisée commune rurale à habitat dispersé, selon la nouvelle grille communale de densité à sept niveaux définie par l'Insee en 2022.
Elle est située hors unité urbaine. Par ailleurs la commune fait partie de l'aire d'attraction d'Alès, dont elle est une commune de la couronne,. Cette aire, qui regroupe 64 communes, est catégorisée dans les aires de 50 000 à moins de 200 000 habitants,.

### Occupation des sols
L'occupation des sols de la commune, telle qu'elle ressort de la base de données européenne d’occupation biophysique des sols Corine Land Cover (CLC), est marquée par l'importance des forêts et milieux semi-naturels (91,7 % en 2018), en diminution par rapport à 1990 (100 %). La répartition détaillée en 2018 est la suivante : 
forêts (80,7 %), milieux à végétation arbustive et/ou herbacée (11 %), zones agricoles hétérogènes (8,3 %). L'évolution de l’occupation des sols de la commune et de ses infrastructures peut être observée sur les différentes représentations cartographiques du territoire : la carte de Cassini (XVIIIe siècle), la carte d'état-major (1820-1866) et les cartes ou photos aériennes de l'IGN pour la période actuelle (1950 à aujourd'hui).

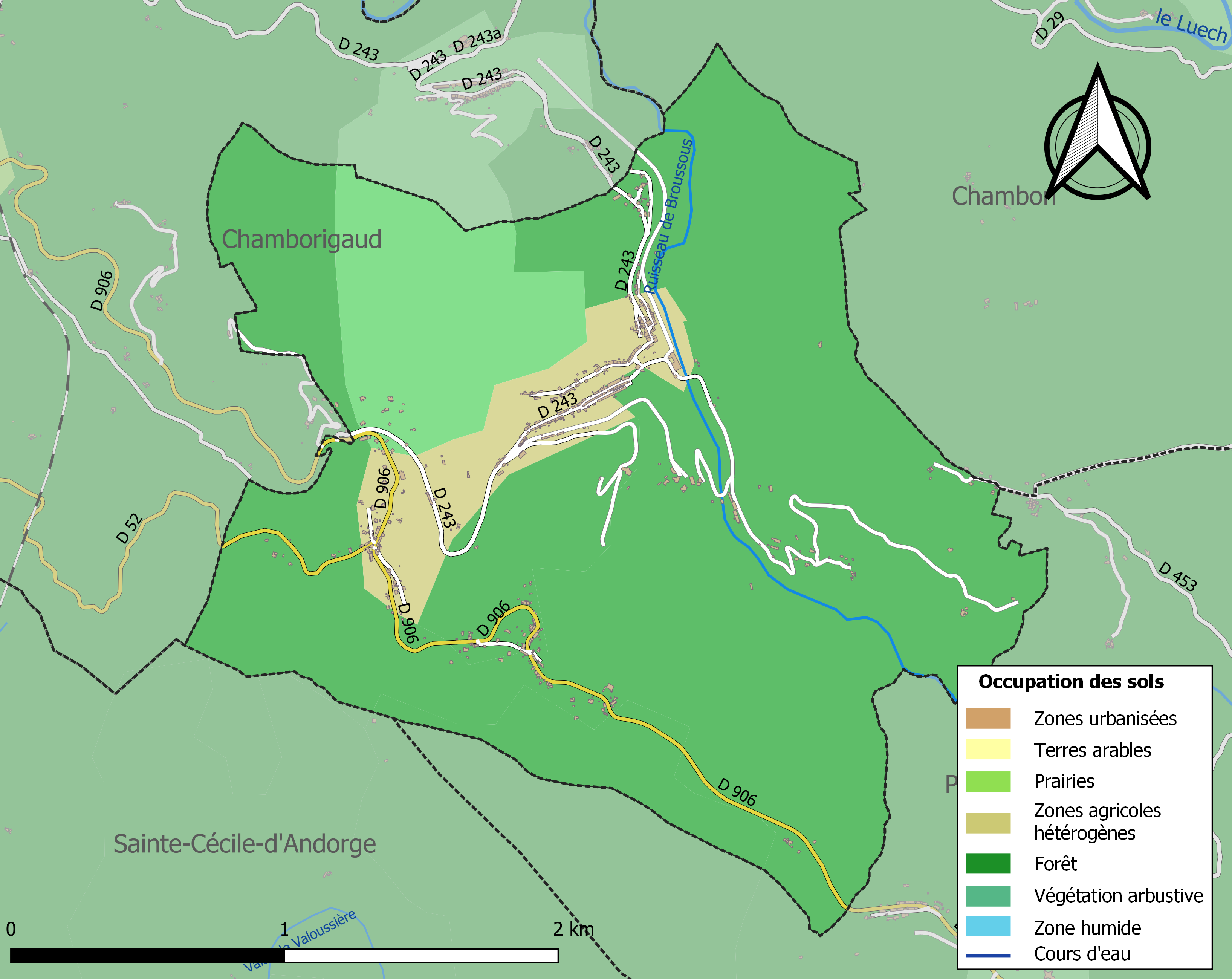
Carte des infrastructures et de l'occupation des sols de la commune en 2018 (CLC).

### Risques majeurs
Le territoire de la commune de La Vernarède est vulnérable à différents aléas naturels : météorologiques (tempête, orage, neige, grand froid, canicule ou sécheresse), inondations, feux de forêts, mouvements de terrains et séisme (sismicité faible). Il est également exposé à un risque particulier : le risque de radon. Un site publié par le BRGM permet d'évaluer simplement et rapidement les risques d'un bien localisé soit par son adresse soit par le numéro de sa parcelle.

#### Risques naturels
Certaines parties du territoire communal sont susceptibles d’être affectées par le risque d’inondation par débordement de cours d'eau, notamment La commune a été reconnue en état de catastrophe naturelle au titre des dommages causés par les inondations et coulées de boue survenues en 1982, 1983, 1995 et 2008,.

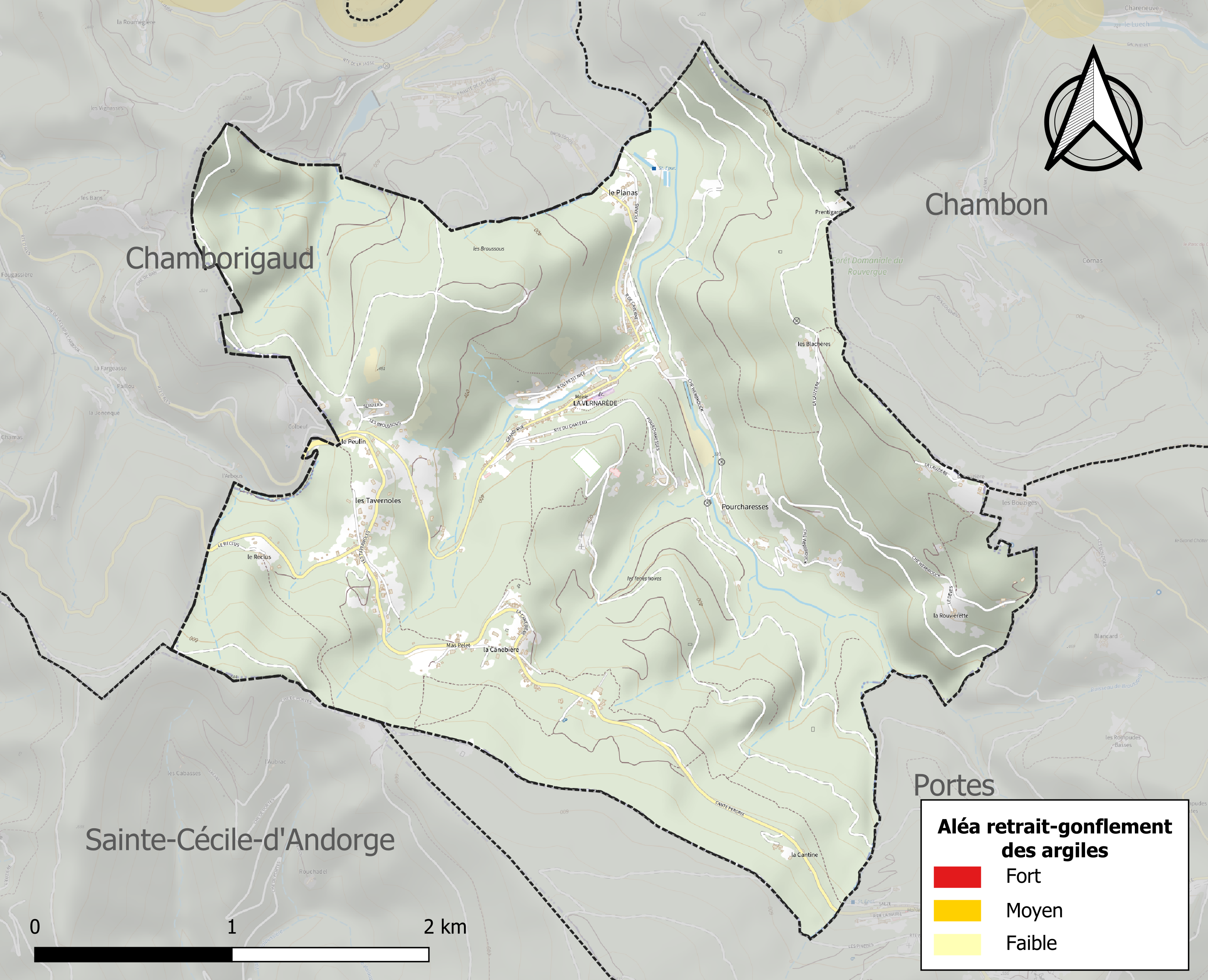
Carte des zones d'aléa retrait-gonflement des sols argileux de La Vernarède.

La commune est vulnérable au risque de mouvements de terrains constitué principalement du retrait-gonflement des sols argileux. Cet aléa est susceptible d'engendrer des dommages importants aux bâtiments en cas d’alternance de périodes de sécheresse et de pluie. 0 % de la superficie communale est en aléa moyen ou fort (67,5 % au niveau départemental et 48,5 % au niveau national). Sur les 230 bâtiments dénombrés sur la commune en 2019, 0 sont en aléa moyen ou fort, soit 0 %, à comparer aux 90 % au niveau départemental et 54 % au niveau national. Une cartographie de l'exposition du territoire national au retrait gonflement des sols argileux est disponible sur le site du BRGM,.
Par ailleurs, afin de mieux appréhender le risque d’affaissement de terrain, l'inventaire national des cavités souterraines permet de localiser celles situées sur la commune.
Concernant les mouvements de terrains, la commune a été reconnue en état de catastrophe naturelle au titre des dommages causés par la sécheresse en 2017 et par des mouvements de terrain en 1983.

#### Risque particulier
Dans plusieurs parties du territoire national, le radon, accumulé dans certains logements ou autres locaux, peut constituer une source significative d’exposition de la population aux rayonnements ionisants. Certaines communes du département sont concernées par le risque radon à un niveau plus ou moins élevé. Selon la classification de 2018, la commune de La Vernarède est classée en zone 3, à savoir zone à potentiel radon significatif.

## Histoire
C'est la société qui exploitait les houillères (la société anonyme de l'éclairage au gaz et des hauts-fourneaux et fonderies de Marseille et des mines de Portes et Sénéchas) qui a demandé et obtenu la création de la commune de La Vernarède.

L'acte de fondation de La Vernarède est du 29 novembre 1869 : le conseil municipal a été installé le 2 mai 1870, et la mairie conférée à M. Roussellier, directeur de la société exploitant les mines. La population recensée en 1869 était de 3 005 habitants. La Vernarède fut créée à partir de parcelles de Chambon (Gard) et de Portes (Gard). Cette ville champignon qui a compté jusqu'à 4 000 habitants a accueilli les ouvriers de la compagnie minière de Portes et Sénéchas qui exploitait le charbon sur son territoire. Cette compagnie avait été fondée en 1854 par le financier Jules Isaac Mirès (1809-1871), qui l'intégra d'emblée dans sa Société de l'éclairage au gaz, des fonderies et hauts fourneaux de Marseille. Ainsi Mirès alimentait en coke son entreprise sidérurgique qui avait le monopole de l'éclairage dans la cité phocéenne et à Arles. C'est par la suite Samson Jordan (1831-1900), professeur de métallurgie à l'École centrale, administrateur délégué jusqu'en 1900, qui lui donna un grand développement.
Le charbon de Portes, d'excellente qualité, alimenta la marine militaire française, impériale puis nationale. Mais une mauvaise gestion des ressources au XXe siècle et d'incessantes luttes sociales condamnèrent la compagnie au déclin jusqu'à sa nationalisation en 1946 et l'abandon total de l'exploitation en 1956.
La commune élit un maire Section française de l'Internationale communiste (ancêtre du PCF) aux élections de 1935. La signature du pacte germano-soviétique suivie du déclenchement de la Seconde Guerre mondiale ont des répercussions rapides sur la vie des communes communistes ; le maire de La Vernarède est suspendu en application du décret du 18 octobre 1939 et remplacé par une délégation spéciale. Cependant, même cette délégation spéciale, nommée à la fin de la IIIe République, n’est pas suffisamment docile du point de vue du régime de Vichy : elle est elle aussi suspendue.

## Héraldique
| Blason | Blasonnement : D'or à la bande losangée de gueules et d'argent accompagnée, en chef, de deux pics de sable passés en sautoir et, en pointe, d'une lampe de mineur du même. |

## Politique et administration
| Période                                  | Période        | Identité              | Étiquette | Qualité                                              |
| ---------------------------------------- | -------------- | --------------------- | --------- | ---------------------------------------------------- |
| mai 1945                                 | septembre 1974 | Fernand Corbier       | PCF       | Conseiller général du canton de Génolhac (1945-1970) |
| septembre 1974                           | mars 2008      | Christian Miaille     | PCF       |                                                      |
| mars 2008                                | novembre 2009  | Régis Ponge           | PCF       | Employé France Télécom                               |
| novembre 2009                            | mai 2020       | Raymond Pamboutzoglou | PCF       | Retraité                                             |
| 2020                                     | En cours       | Christian Miaille     | DVG       |                                                      |
| Les données manquantes sont à compléter. |                |                       |           |                                                      |

## Démographie
L'évolution du nombre d'habitants est connue à travers les recensements de la population effectués dans la commune depuis 1876. Pour les communes de moins de 10 000 habitants, une enquête de recensement portant sur toute la population est réalisée tous les cinq ans, les populations de référence des années intermédiaires étant quant à elles estimées par interpolation ou extrapolation. Pour la commune, le premier recensement exhaustif entrant dans le cadre du nouveau dispositif a été réalisé en 2008.

En 2022, la commune comptait 357 habitants, en évolution de +7,53 % par rapport à 2016 (Gard : +2,97 %, France hors Mayotte : +2,11 %).
| 1876  | 1881  | 1886  | 1891  | 1896  | 1901  | 1906  | 1911  | 1921  |
| ----- | ----- | ----- | ----- | ----- | ----- | ----- | ----- | ----- |
| 3 894 | 3 515 | 3 346 | 3 529 | 3 319 | 2 373 | 2 504 | 2 248 | 1 739 |

| 1926  | 1931  | 1936  | 1946  | 1954  | 1962  | 1968 | 1975 | 1982 |
| ----- | ----- | ----- | ----- | ----- | ----- | ---- | ---- | ---- |
| 1 811 | 1 461 | 1 173 | 1 089 | 1 282 | 1 189 | 943  | 662  | 534  |

| 1990 | 1999 | 2006 | 2008 | 2013 | 2018 | 2022 | - | - |
| ---- | ---- | ---- | ---- | ---- | ---- | ---- | - | - |
| 440  | 389  | 367  | 360  | 338  | 340  | 357  | - | - |

## Économie

### Revenus
En 2018  (données Insee publiées en septembre 2021), la commune compte 183 ménages fiscaux, regroupant 327 personnes. La médiane du revenu disponible par unité de consommation est de 18 190 € (20 020 € dans le département).

### Emploi
|                | 2008   | 2013  | 2018   |
| -------------- | ------ | ----- | ------ |
| Commune        | 12,3 % | 9,9 % | 16,4 % |
| Département    | 10,6 % | 12 %  | 12 %   |
| France entière | 8,3 %  | 10 %  | 10 %   |

En 2018, la population âgée de 15 à 64 ans s'élève à 189 personnes, parmi lesquelles on compte 68,3 % d'actifs (51,9 % ayant un emploi et 16,4 % de chômeurs) et 31,7 % d'inactifs,. Depuis 2008, le taux de chômage communal (au sens du recensement) des 15-64 ans est supérieur à celui de la France et du département.
La commune fait partie de la couronne de l'aire d'attraction d'Alès, du fait qu'au moins 15 % des actifs travaillent dans le pôle,. Elle compte 17 emplois en 2018, contre 31 en 2013 et 32 en 2008. Le nombre d'actifs ayant un emploi résidant dans la commune est de 98, soit un indicateur de concentration d'emploi de 17,4 % et un taux d'activité parmi les 15 ans ou plus de 42,4 %.
Sur ces 98 actifs de 15 ans ou plus ayant un emploi, 15 travaillent dans la commune, soit 15 % des habitants. Pour se rendre au travail, 95,9 % des habitants utilisent un véhicule personnel ou de fonction à quatre roues, 2 % s'y rendent en deux-roues, à vélo ou à pied et 2 % n'ont pas besoin de transport (travail au domicile).

### Activités hors agriculture
18 établissements sont implantés  à la Vernarède au 31 décembre 2019.
Le secteur du commerce de gros et de détail, des transports, de l'hébergement et de la restauration est prépondérant sur la commune puisqu'il représente 44,4 % du nombre total d'établissements de la commune (8 sur les 18 entreprises implantées à La Vernarède), contre 30 % au niveau départemental.

### Agriculture
|               | 1988 | 2000 | 2010 | 2020 |
| ------------- | ---- | ---- | ---- | ---- |
| Exploitations | 5    | 1    | 1    | 1    |
| SAU (ha)      | 25   | 2    | 1    | 3    |

La commune est dans les Cévennes, une petite région agricole occupant l'ouest du département du Gard. En 2020, l'orientation technico-économique de l'agriculture  sur la commune est la polyculture et/ou le polyélevage. Une seule  exploitation agricole ayant son siège dans la commune est recensée lors du recensement agricole de 2020 (cinq en 1988). La superficie agricole utilisée est de 3 ha,,.

## Culture locale et patrimoine

### Lieux et monuments
Les plans inclinés de Portes et Sénéchas qui transportaient le charbon de la Vernarède à la Grand'Combe de 1859 à 1867 sont remarquables d'un point de vue technique et architectural. De nombreux vestiges de cet ancien chemin de fer minier subsistent aux lieux-dits de la Canebière et au Péreyrol mais c'est sur la commune voisine de Sainte-Cécile-d'Andorge qu'ils ont été restaurés et mis en valeur. Ainsi, les ouvrages d'art de la tour des Pinèdes et du Simonet où se situaient les plans dits bis-automoteurs offrent des panoramas saisissants de l'ère industrielle en Cévennes. Dans ce système, les wagons pleins de coke ou de charbon brut faisaient remonter les wagons vides. Le topoguide de randonnée du Pays grand'combien édité par le Parc national des Cévennes offre deux balades sur ce thème.
- Église Saint-Jean de La Vernarède.
- Temple protestant de La Vernarède.

### Personnalités liées à la commune
- Magali Vendeuil (1926-2009), actrice née dans la commune.